# Arvskifte
Arvskifte innebär uppdelning av avliden persons tillgångar mellan arvingarna till denna.

## Arvskifte i svensk rätt
Arvskifte enligt svensk rätt sker enligt bestämmelser i ärvdabalken. Arvskifte förrättas av arvingar och universella testamentstagare. Alla arvingar är delägare i den juridiska person som dödsboet utgör.
Var den avlidne gift, ska först bodelning förrättas enligt bestämmelserna i 9–13 kap. äktenskapsbalken. Efterlämnar den avlidne en sambo och begär denne bodelning enligt sambolagen ska bodelningen förrättas innan arvskifte får äga rum.
Mot någon delägares bestridande får skifte inte ske innan bouppteckning har förrättats och alla kända skulder har betalats. Ska legat eller ändamålsbestämmelse fullgöras av oskiftat bo, får skifte inte mot delägares bestridande äga rum innan förordnandet har verkställts. Står boet under förvaltning av boutredningsman eller testamentsexekutor, får skifte inte ske innan denne har anmält att boutredningen har slutförts.
Envar delägare har rätt att vid skiftet få del i varje slag av egendom. Man ska dock försöka att inte dela sådant som hör ihop utan detta bör föras till samma lott. Fordran å delägare skall tillskiftas denne så långt hans lott förslår. Har vid skifte fastighet delats så, att delägare fått skilda andelar utan att villkor om utbrytning äger dessa delägare fastigheten under samäganderätt. Högsta domstolen har i NJA 1987 s. 943 tillämpat 23 kap. 3 § 1 st. ärvdabalken vid så kallat tvångsskifte enligt 23 kap. 8 § 2 st. samma balk.
Över arvskifte skall upprättas en handling som skrivs under av delägarna. Denna handling betecknas arvskifte eller arvskifteshandling.
När dödsbodelägarna inte kan komma överens kan tvångsskifte istället genomföras. 
Om alla dödsbodelägare är överens kan de skjuta upp arvskiftet genom att träffa avtal om sammanlevnad i oskiftat dödsbo enligt 24 kap. ärvdabalken.

## Fotnoter
1. ↑  Arvskifte i Nordisk familjebok (fjärde upplagan, 1951)
2. ↑  23 kap. 1 § 1 stycket Ärvdabalken (1958:637)
3. ↑  23 kap. 1 § 2 stycket Ärvdabalken (1958:637)
4. ↑  23 kap. 2 § 1 stycket Ärvdabalken (1958:637)
5. ↑  23 kap. 2 § 2 stycket Ärvdabalken (1958:637)
6. ↑  23 kap. 2 § 3 stycket Ärvdabalken (1958:637)
7. ↑  23 kap. 3 § Ärvdabalken (1958:637)
8. ↑  23 kap. 3 § 2 stycket Ärvdabalken (1958:637)
9. ↑  NJA 1987 s. 943
10. ↑  23 kap. 4 § Ärvdabalken (1958:637)
11. ↑  24 kap. Ärvdabalken (1958:637)